# Saint-Laurent (ancienne circonscription fédérale)
Pour les articles homonymes, voir Saint-Laurent.
Saint-Laurent est un ancien district électoral fédéral du Québec, situé sur l'île de Montréal, et qui a existé de 1892 à 1917.
Le district électoral de Saint-Laurent fut créé en 1892 à partir des circonscriptions de Montréal-Est et Montréal-Ouest. En 1917, il fut aboli et redistribué parmi les districts électoraux de George-Étienne Cartier et Saint-Laurent—Saint-Georges.
Le territoire de cet ancien district électoral ne correspond pas à l'actuelle circonscription fédérale de Saint-Laurent, laquelle est centrée sur l'ancien village, puis ville, de Saint-Laurent, et faisait plutôt partie, de 1867 à 1947, de la circonscription de Jacques-Cartier. 
Ce premier district électoral de Saint-Laurent correspondait plutôt, selon toute probabilité, à ce qu'on appelle aujourd'hui le faubourg Saint-Laurent et au secteur du square Saint-Louis, près du centre-ville de Montréal.

## Géographie
En 1892, la circonscription comprenait:
- Une partie de la ville de Montréal contenue dans les quartiers Saint-Louis et Saint-Laurent.

## Députés
1. 1896-1900 — Edward Goff Penny (PLC)
2. 1900-1917 — Robert Bickerdike (PLC)

- PLC = Parti libéral du Canada
- ¹   = Élections partielles